# Capnoptycha
Capnoptycha is een geslacht van vlinders van de familie bladrollers (Tortricidae), uit de onderfamilie Tortricinae.

## Soorten
- C. ipnitis (Meyrick, 1910)
- C. thelea Diakonoff, 1953